# BarCamp

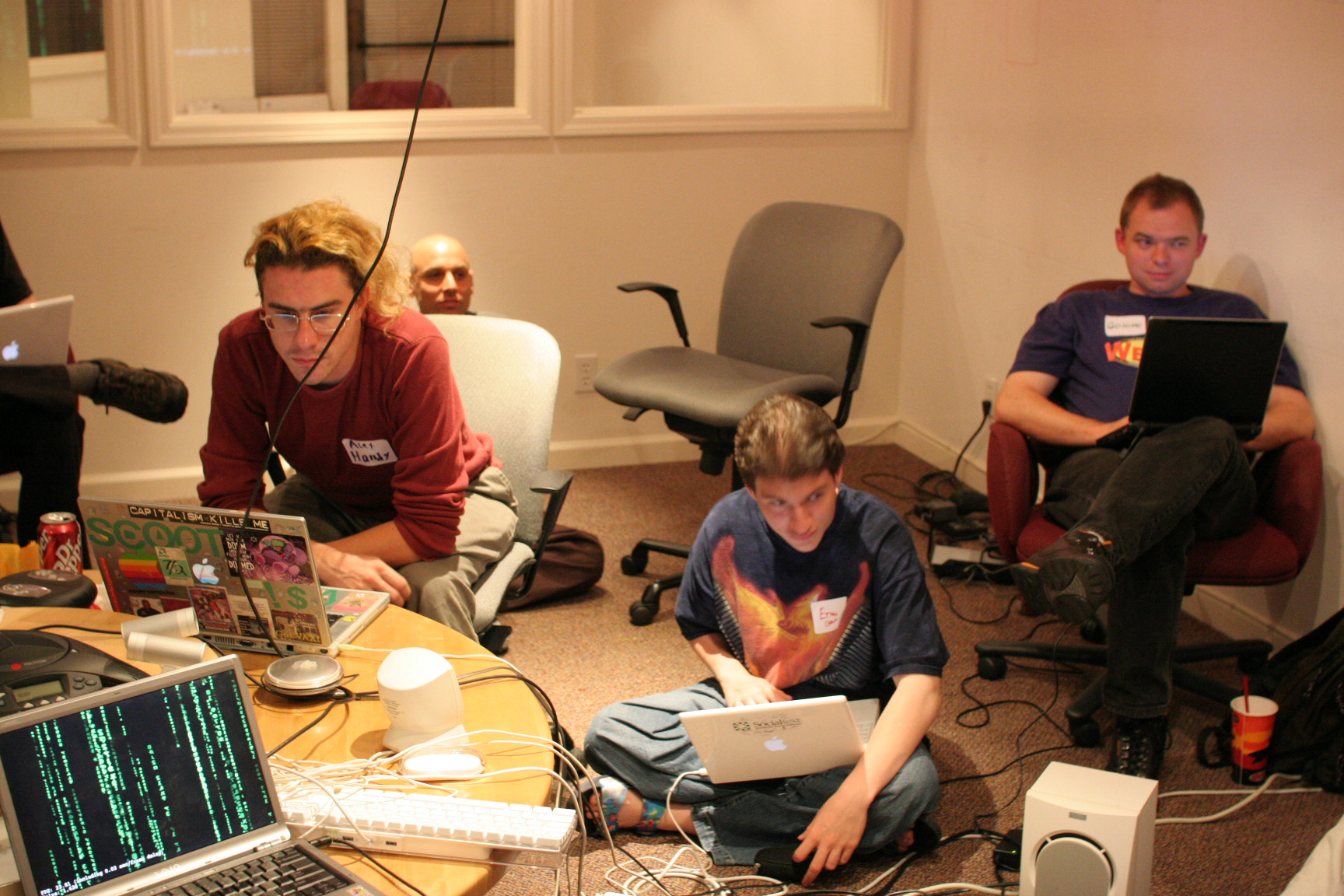
首度舉辦的BarCamp。參與者除了聽別人發表意見外，也在自己的電腦螢幕上同步發表評論、進行後續動作。

BarCamp，是一種國際研討會网络，此類研討會是開放、由參與者相互分享的工作坊式會議，議程內容由參加者提供，焦點通常放在發展初期的網際應用程式、相關開放原始碼技術、社交協定思維，以及開放資料格式。

## 歷史
BarCamp 這個名詞的起源，與電腦界名人提姆·奧萊理所創立的一年一度名為「Foo Camp」的駭客會議有關。
2005 年 8 月，一些曾經參與該項會議的人，結合幾個新成員，想發起一個屬於他們自己的會議。他們拆解電腦慣用語「foobar」，用以替換前述會議名稱，因而產生「BarCamp」一詞。
當月 19－21 日，第一次 BarCamp 在美國加州帕羅奧圖的 Socialtext 公司舉行，約有 200 人參加。從那之後，BarCamp 已在全球超過 350 個城市舉行過，包括北美洲、南美洲、非洲、歐洲、中東、大洋洲和亞洲。
2006年8月25－27日，在全球各地同步舉辦了 BarCampEarth，以紀念 BarCamp 一週年。2007 年 8 月 18－19 日，在帕羅奧圖的同樣地點及臨近地區，舉辦了兩週年紀念 BarCampBlock，參與者超過 800 人。最大規模的一次 BarCamp，則是 2011 年在緬甸仰光舉行，參與者超過 4,700 人。2010年BarCamp仰光上吸引了超过2700名参与者。

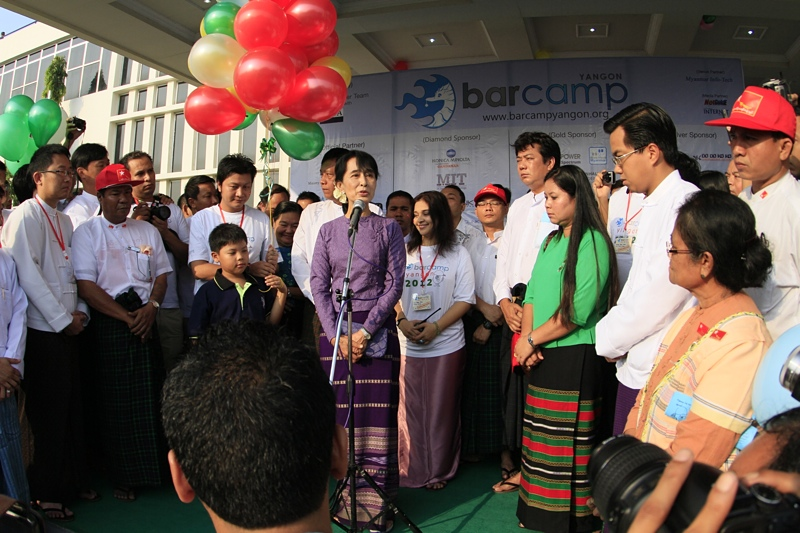
昂山素季在BarCamp仰光2012上发表演讲

2007 年 12 月 15 日，第一屆的 BarCamp HK 於 Yahoo! HK 銅鑼灣的辦公室舉行。
2008 年 12 月 10 日 BarCamps 第一次在台北舉辦。但是因為這是第一次在台灣舉辦，帶有比較強烈的試驗性質，所以時間上縮短為兩小時，並取名為Barcamp Nano 台北！。

## 規則[來源請求]
- 你必須做關於 BarCamp部落格。
- 如果你想要介紹，你必須將你的主題以及名稱寫在簡報上。
- 自我介紹只講三個詞！請先想一下要用哪三個詞來表達自己關心的事情
- 不預先排定議程，也不僅僅來當個過客！
- 除非影響到其他人的說話時間，不然講者可以盡情地講！
- 第一次參加 Barcamp 的人們，請一定要講些東西

## 外部連結
- （英文）barcamp網站（页面存档备份，存于）